# Karl Collan

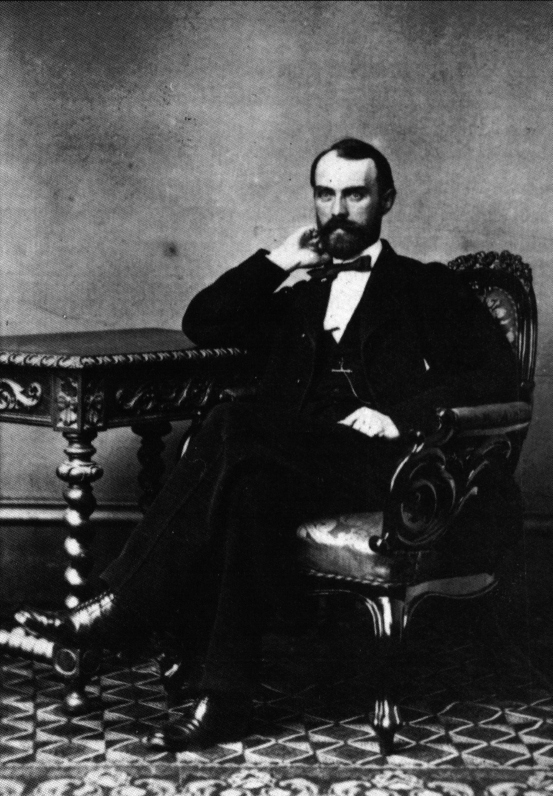
Karl Collan ca 1864.

Karl Collan, född 3 januari 1828 i Idensalmi, död 12 september 1871 i Helsingfors, var en finländsk tonsättare, skriftställare och biblioteksman. Han var bror till Fabian Collan och gift med Maria Collan.

## Biografi
Karl Collan föddes i Idensalmi som son till kyrkoherde Pehr Johan Collan och Christina Elisabet Crohns. Han avlade studentexamen vid Helsingfors lyceum 1842. Collan blev filosofie magister 1850 och filosofie doktor 1864.
Collan arbetade som lärare vid Helsingfors fruntimmerskola mellan 1849 och 1854. Han blev lektor i tyska vid universitetet i Helsingfors 1859 och bibliotekarie vid universitetsbiblioteket 1866, där han genomförde en rad viktiga reformer. Han tjänstgjorde också som kassör vid Finska litteratursällskapet mellan 1856-1860 och 1861-1862.
Collan komponerade främst sånger med pianoackompanjemang till ord av finländska författare som Johan Ludvig Runeberg och Zacharias Topelius. Hans första musikhäfte utkom 1847. Hans sånger i romantisk stil blev mycket populära, och hans Vasa marsch och Savolaisen laulu blev landskapssånger och har även upptagits som militärmarscher. Collan påbörjade 1869 den i många häften utkomna sångsamlingen Det sjungande Finland, och grundlade Litterär Tidskrift (1863–1865). Han skrev även flera arbeten omkring den finländska folkdiktningen och utgav 1864–1868 en svensk översättning av det finska nationaleposet Kalevala. Collan utgav även flera svenskspråkiga översättningar av Heinrich Heines verk.

## Publikationer
- Utrum comitia ordinum Fenniae habita sint arctopoli anno MDCII, an non (1846)
- Kurs i mathematik och fysiska geografien (1851)
- Öfversigt af Serviens historiska folksånger (1860)
- Om bibliografiska systemer och bibliotheksmethoder (1861)
- Barnrim med bilder (1865)
- Königinhofer- och Grunberger-handskriften (1865)
- Studier och skizzer: Första samlingen (1865)[1]

## Kompositioner
- Fåfäng önskan
- Sylvias julvisa
- Ensam i skogen sjöng den vackra Rose-Marie
- Gamle Hurtig
- Vasa marsch